# 묘산초등학교
묘산초등학교는 대한민국 경상남도 합천군 묘산면 산제리에 있는 공립 초등학교이다.

## 학교 연혁
- 1929년 6월 17일 묘산공립보통학교 인가, 4년제 개교
- 1938년 4월 1일 묘산공립심상소학교로 개칭
- 1941년 4월 1일 묘산공립국민학교로 개칭
- 1962년 10월 13일 동남분교장 개설
- 1981년 3월 1일 병설유치원 설치 인가(1학급)
- 1994년 3월 2일 동남국민학교 통폐합
- 1996년 3월 1일 묘산초등학교로 교칭
- 2014년 9월 4일 묘산체육관 개관

## 참고 자료
- 묘산초등학교 - 한국교육학술정보원 학교알리미